# Eupithecia venulata
Eupithecia venulata là một loài bướm đêm trong họ Geometridae.